# Бюльбюль-бородань оливковий
Бюльбю́ль-бородань оливковий (Criniger olivaceus) — вид горобцеподібних птахів родини бюльбюлевих (Pycnonotidae). Мешкає в Західній Африці.

## Опис
Довжина птаха становить 20 см. Птах має загалом темно-оливкове забарвлення, горло в нього жовте, живіт блідіший, хвіст рудуватий.

## Поширення і екологія
Оливкові бюльбюлі-бородачі поширені від Сьєрра-Леоне до південного заходу Гани. Вони живуть в рівнинних тропічних лісах на висоті до 800 м над рівнем моря.

## Збереження
МСОП класифікує цей вид як вразливий. За оцінками дослідників, популяція оливкових бюльбюлів-бородачів становить від 66 700 до 333 000 птахів. Їм загрожує знищення природного середовища.